# Morsang-sur-Seine
Morsang-sur-Seine település Franciaországban, Essonne megyében. Lakosainak száma 584 fő (2022. január 1.). Morsang-sur-Seine Saintry-sur-Seine, Nandy, Corbeil-Essonnes, Le Coudray-Montceaux és Saint-Pierre-du-Perray községekkel határos.

## Népesség
A település népességének változása:
| Lakosok száma | 535  | 547  | 581  | 526  | 538  | 550  | 561  | 562  | 584  |
|               | 2013 | 2015 | 2016 | 2017 | 2018 | 2019 | 2020 | 2021 | 2022 |